# Martin Samuelsson
Jan Martin Tobias Samuelsson, född 25 januari 1982 i Upplands Väsby, är en svensk före detta professionell ishockeyspelare. Samuelsson påbörjade sin seniorkarriär med Hammarby IF säsongen 1997/98. Han spelade sedan juniorishockey för Modo Hockey innan han återvände till Hammarby 2000. Samma år draftades han i den första rundan som 27:e spelare totalt av Boston Bruins. Inför säsongen 2002/03 lämnade Samuelsson Sverige för spel med Bruins i NHL. De tre nästkommande säsongerna tillbringade han dock mest med klubbens farmarlag Providence Bruins i AHL. 2005 återvände Samuelsson till Sverige och spelade under två säsonger för Linköping HC i Elitserien, innan han avslutade karriären efter en säsong med Malmö Redhawks i Hockeyallsvenskan.
Samuelsson blev uttagen att spela två U18-VM. 1999 tog han ett silver, medan han året därpå tilldelades ett brons. Dessutom representerade han Sverige vid två JVM-turneringar.

## Karriär

### Klubblag
Samuelsson påbörjade sin karriär som ishockeyspelare i moderklubben Väsby IK. Vid TV-pucken 1997 tilldelades Samuelsson Sven Tumbas stipendium, som gick till turneringens bästa forward. Efter att ha spelat junior- och ungdomsishockey, och dessutom debuterat med seniorlaget säsongen 1997/98, med Hammarby IF, anslöt Samuelsson till Modo Hockeys juniorsektion 1998. Efter två säsonger i Modo återvände han till Hammarby 2000. Samma år draftades Samuelsson av Boston Bruins i den första rundan som 27:e spelare totalt. Tillsammans med ytterligare fyra andra spelare vann han Hammarby interna skytteliga säsongen 2000/01, då han stod för 15 mål på 38 matcher. Han spelade sedan ytterligare en säsong i Hockeyallsvenskan med Hammarby innan han i juni 2002 skrev på ett treårsavtal med Bruins i NHL.
Under sin första säsong i Nordamerika blev Samuelsson nedflyttad till Bostons farmarklubb Providence Bruins i AHL. I januari 2003 blev han dock uppflyttad till NHL och gjorde NHL-debut den 15 januari samma år, i en match mot Florida Panthers. Senare samma månad, den 23 januari, gjorde Samuelsson sin första NHL-poäng då han assisterade Brian Rolston som satte slutresultatet 4–1, i en seger mot Pittsburgh Penguins. Totalt spelade han under säsongen åtta NHL-matcher innan han åter flyttades ner till Providence i AHL. Med Providence Bruins stod Samuelsson för 39 poäng på 64 matcher (24 mål, 15 assist). Under sin andra säsong i Boston fick Samuelsson chansen från start i NHL. Efter tre matcher flyttades han dock ner till AHL igen, där han tillbringade större delen av säsongen. Efter ytterligare en säsong i Nordamerika, där han tillbringade hela säsongen med spel i AHL, återvände Samuelsson till Sverige.
Den 6 oktober 2005 skrev Samuelsson ett ettårskontrakt med Linköping HC i Elitserien. Två dagar senare gjorde Samuelsson debut i Elitserien då Linköping besegrade Mora IK med 2–0. Senare samma månad, den 25 oktober, gjorde Samuelsson sitt första Elitseriemål, på Johan Holmqvist, då han öppnade målskyttet i en 3–0-seger mot Brynäs IF. Linköping slutade trea i grundserien och på 44 matcher noterades Samuelsson för sju poäng (tre mål, fyra assist). I kvartsfinalserien ställdes laget mot Luleå HF. I den fjärde matchen ådrog sig Samuelsson ett matchstraff och blev sedan avstängd ytterligare. Efter att ha slagit ut Luleå (4–2 i matcher), slogs LHC sedan ut av Frölunda HC sedan man tappat en 3–1-ledning i semifinalserien. I början av maj 2006 meddelade Linköping att man förlängt avtalet med Samuelsson med ytterligare ett år. Samuelsson missade sedan delar av grundserien på grund av skador och noterades för sex poäng på 33 matcher (fyra mål, två assist). I slutspelet slog Linköping ut både Luleå HF (4–0) och Färjestad BK (4–1) i kvarts- respektive semifinal, innan man föll i finalserien mot Modo Hockey med 4–2 i matcher.
I början av maj 2007 bekräftades det att Samuelsson lämnat Linköping för spel i Hockeyallsvenskan med Malmö Redhawks, med vilka han skrivit ett tvåårsavtal. Efter att ha slutat två i Hockeyallsvenskan var Malmö klara för spel i kvalserien till Elitserien i ishockey 2008. I seriens tredje match, den 23 mars 2008, ådrog sig Samuelsson en svår skada – en fraktur på vadbenet. Detta kom att bli Samuelssons sista ishockeymatch då han därefter valde att avsluta sin ishockeykarriär.

### Landslag
Som 17-åring blev Samuelsson 1999 uttagen till det svenska laget i U18-VM i Tyskland. Sverige slutade tvåa sedan man endast förlorat en match – mot Ryssland – och tilldelades därmed ett silver. På sju matcher stod Samuelsson för fem poäng (två mål, tre assist). Även året därpå blev Samuelsson uttagen till U18-VM, som denna gång avgjordes i Schweiz. Efter att ha gått obesegrade genom gruppspelet föll Sverige sedan i semifinal mot Finland. I den efterföljande bronsmatchen vann Sverige mot Schweiz med hela 7–1 och tilldelades därmed bronset. På sex matcher stod Samuelsson för åtta poäng (tre mål, fem assist) och slutade därmed tvåa i Sveriges interna poängliga, bakom Jens Karlsson.
Samuelsson blev 2001 uttagen till Sveriges trupp till JVM i Ryssland. Sverige slog ut värdnationen i kvartsfinal med 2–3, men föll i den efterföljande semifinalen mot Tjeckien med 1–0. Sverige förlorade sedan också bronsmatchen mot Kanada med 2–1 efter förlängningsspel. På sju matcher noterades Samuelsson för tre mål och var därmed, tillsammans med Pär Bäcker och Fredrik Sundin, Sveriges främsta målgörare. 2002 spelade Samuelsson sitt andra och sista JVM, som denna gång avgjordes i Tjeckien. I slutspelsrundan föll laget, återigen, mot Kanada i kvartsfinal med 5–2. På sju matcher stod Samuelsson för ett mål och en assist.

## Statistik

### Klubbkarriär
| 1997–98           | Hammarby IF       | Div. 1            | 2   | 0  | 0  | 0  | 0  | —  | — | — | — | —  |
| 2000–01           | Hammarby IF       | HA                | 38  | 15 | 6  | 21 | 18 | 10 | 3 | 1 | 4 | 10 |
| 2001–02           | Hammarby IF       | Div. 1            | 44  | 13 | 10 | 23 | 45 | 2  | 0 | 0 | 0 | 2  |
| 2002–03           | Providence Bruins | AHL               | 64  | 24 | 15 | 39 | 34 | 4  | 0 | 0 | 0 | 0  |
| 2002–03           | Boston Bruins     | NHL               | 8   | 0  | 1  | 1  | 2  | —  | — | — | — | —  |
| 2003–04           | Boston Bruins     | NHL               | 6   | 0  | 0  | 0  | 0  | —  | — | — | — | —  |
| 2003–04           | Providence Bruins | AHL               | 56  | 1  | 9  | 10 | 15 | 1  | 0 | 0 | 0 | 0  |
| 2004–05           | Providence Bruins | AHL               | 64  | 7  | 10 | 17 | 35 | 10 | 1 | 0 | 1 | 6  |
| 2005–06           | Linköping HC      | Elitserien        | 44  | 3  | 4  | 7  | 45 | 8  | 0 | 0 | 0 | 29 |
| 2006–07           | Linköping HC      | Elitserien        | 33  | 4  | 2  | 6  | 14 | 15 | 0 | 1 | 1 | 8  |
| 2007–08           | Malmö Redhawks    | HA                | 41  | 4  | 4  | 8  | 76 | 3  | 0 | 0 | 0 | 0  |
| AHL totalt        | AHL totalt        | AHL totalt        | 184 | 32 | 34 | 66 | 84 | 15 | 1 | 0 | 1 | 6  |
| Elitserien totalt | Elitserien totalt | Elitserien totalt | 77  | 7  | 6  | 13 | 59 | 23 | 0 | 1 | 1 | 37 |
| NHL totalt        | NHL totalt        | NHL totalt        | 14  | 0  | 1  | 1  | 2  | —  | — | — | — | —  |

### Internationellt
| År            | Lag           | Turnering     | Matcher | Mål | Assists | Poäng | Utv. |
| ------------- | ------------- | ------------- | ------- | --- | ------- | ----- | ---- |
| 1999          | Sverige       | U18-VM        | 7       | 2   | 3       | 5     | 8    |
| 2000          | Sverige       | U18-VM        | 6       | 3   | 5       | 8     | 6    |
| 2001          | Sverige       | JVM           | 7       | 3   | 0       | 3     | 3    |
| 2002          | Sverige       | JVM           | 7       | 1   | 1       | 2     | 4    |
| Junior totalt | Junior totalt | Junior totalt | 27      | 9   | 9       | 18    | 21   |